# Sed-festivalen
Sed-festivalen (även känd som Heb Sed) var en fornegyptisk ceremoni där farao hade en central roll och firades endast när han hade regerat i 30 år. Ceremonin var avsedd att förnya kungens makt, och namnet härstammar troligen från en vargliknande gud vid namn Wepwawet eller Sed.
Det mindre formella namnet svans-festivalen härstammar från svansen som bars av farao endast vid detta tillfälle under den tidiga delen av Egyptens historia. Även om festivalen inte firades vid sentiden, spelade den fortfarande en roll för att påvisa kungens makt ända fram till antiken.
Faraoner som följde traditionen men inte regerat i 30 år fick nöja sig med löften om "miljontals jubileer efter döden".
Den exakta sekvensen av festivalen är omtvistad. Festivalen inleddes med en procession till en paviljong där farao tronade med den röda och vita kronan och tog emot sändebud från landet. Därefter besökte han kapellen till olika gudar, där han plockade upp små statyer. Ceremonin omfattade en presentation och leverans av djur till gudarna. Slutligen besökte kungen helgedomar i hela riket där han utförde olika riter.